# Aleksiej Kutyriew
Aleksiej Michajłowicz Kutyriew (Kutyriow) (ros. Алексей Михайлович Кутырев (Кутырёв), ur. w marcu 1902 w Penzie, zm. 25 lipca 1969 w Moskwie) – radziecki polityk, członek KC KPZR (1952–1956), I zastępca ministra przemysłu rybnego ZSRR (1956–1957).
Od kwietnia 1919 do kwietnia 1921 służył w Armii Czerwonej i wojskach Czeki, później działał w Komsomole, instruktor gubernialnego komitetu Komsomołu w Penzie, 1926 przewodniczący okręgowego komitetu Komsomołu w Szepetówce. 1929 wstąpił do WKP(b). 1928-1931 słuchacz wyższych kursów kooperatywnych w Leningradzie, później pracował w Centralnym Związku Stowarzyszeń Spożywców ZSRR (Centrosojuzie), następnie w kombinacie kauczukowo-azbestowym w Jarosławiu. Później zastępca dyrektora stanicy, 1938–1939 I sekretarz komitetu rejonowego w obwodzie czkałowskim (obecnie orenburskim), od lutego 1939 do marca 1940 III sekretarz Komitetu Obwodowego WKP(b) w Czkałowie, od marca 1940 do lutego 1944 I sekretarz Orskiego Komitetu Miejskiego WKP(b) w obwodzie czkałowskim, od 17 lutego 1944 do 27 czerwca 1945 przewodniczący komitetu wykonawczego rady obwodowej w Czkałowie. Od kwietnia 1945 do maja 1950 I sekretarz Komitetu Obwodowego WKP(b) w Murmańsku, od maja do lipca 1950 inspektor KC WKP(b), od lipca 1950 do lipca 1952 II sekretarz, a od lipca 1952 do 3 grudnia 1955 I sekretarz Komitetu Obwodowego WKP(b)/KPZR w Swierdłowsku. Od 14 października 1952 do 14 lutego 1956 członek KC KPZR, od kwietnia 1956 do maja 1957 I zastępca ministra przemysłu rybnego ZSRR, 1957-1960 przewodniczący sownarchoza Królewieckiego Ekonomicznego Rejonu Administracyjnego, od stycznia 1960 na emeryturze. Delegat na XIX Zjazd KPZR i XVIII Wszechzwiązkową Konferencję KPZR. Deputowany do Rady Najwyższej ZSRR 2 i 4 kadencji. Pochowany na cmentarzu Nowodziewiczym.

## Odznaczenia
- Order Lenina (1944)
- Order Czerwonej Gwiazdy (1942)
- Order Czerwonego Sztandaru Pracy (1947)
- Medal „Za ofiarną pracę w Wielkiej Wojnie Ojczyźnianej 1941–1945” (1945)
- Medal „W upamiętnieniu 800-lecia Moskwy” (1947)